# ケプラー20f
ケプラー20f（英語: Kepler-20f）は、地球から見てこと座の方向に約900光年離れたところにある太陽よりやや小さなG型主系列星ケプラー20Aの周囲を公転している太陽系外惑星である。連星系であるケプラー20系の主星であるケプラー20Aを公転していることから、ケプラー20Afとも呼称される。

## 発見
2011年にケプラー宇宙望遠鏡によるトランジット法での観測結果から発見され、同じくケプラー20Aを公転している他の4個の惑星と共に公表された。プレプリント掲載サイト arXiv にて2011年12月19日にケプラー20Aを公転している3個の惑星の確認が報告されたが、この時はケプラー20eとケプラー20fは惑星候補と見做されていた。その翌日である12月20日に別の研究チームがケプラー20eとケプラー20fも惑星であることが確定した旨の研究結果が arXiv に投稿された。ケプラー20eの発見と併せて、太陽系外惑星において地球と同規模の大きさを持つことが確認された最初の事例となった。

## 特徴
| 地球 | ケプラー20f |
| ---- | ----------- |
| 地球 | Exoplanet   |

ケプラー20fは地球に非常に近い大きさを持つことが知られている。発見当初は地球もわずかに大きく、地球の1.03+0.10
−0.13倍の大きさを持つとされたが、2023年に公表された研究結果ではケプラー20fの地球の約0.95倍へ下方修正され、金星（赤道直径は地球の0.949倍）とほぼ同等の大きさを持つとされた。2023年に発表された、HARPS-N分光器による主星の視線速度観測を用いて行われた観測ではケプラー20fの質量は最大でも地球の1.4倍と求められている。軌道長半径は主星からは約 0.14 au（約 2070万 km）しか離れておらず、公転周期は約20日となっている。表面に液体の水が存在できるハビタブルゾーンよりも遥かに内側に位置しており、大気の影響などを考慮しない場合の表面の温度である平衡温度は 681 K（408 ℃）に達していることから、少なくとも地球上で考えられるような生命が存在できるような環境ではないとされる。